# Martin Skiebe
Martin Skiebe (* 3. August 1959 in Quedlinburg) ist ein deutscher Architekt und Kommunalpolitiker (CDU). Er war von 2013 bis 2020 Landrat des Landkreises Harz.

## Leben
1978 legte Skiebe das Abitur an der EOS Quedlinburg ab. Nach anderthalbjährigem Grundwehrdienst absolvierte er ein Praktikum an der PGH Hoch- und Betonbau in Quedlinburg. Von 1980 bis 1985 studierte Skiebe Architektur an der Technischen Universität Dresden. Das Studium schloss er als Diplom-Ingenieur der Fachrichtung Architektur ab. Im Anschluss daran war er bis 1990 als Projektant und Bauleiter an der PGH Hoch- und Betonbau tätig. 1990 wechselte er zur Kreisverwaltung Quedlinburg, wo er bis Juni 2007 als Baudezernent wirkte. Von April 2007 bis zur Auflösung des Landkreises Quedlinburg amtierte er als Landrat. Mit der Bildung des Landkreises Harz am 1. Juli 2007 wurde Skiebe Dezernent der Bau- und Umweltverwaltung.
Im November 2008 wurde er Stellvertreter des Landrates Michael Ermrich und übernahm nach dessen Ausscheiden aus der Kreisverwaltung am 1. Juni 2013 bis zur Neuwahl am 1. September 2013 das Amt des Landrates des Landkreises Harz in Halberstadt. Bei der Landratswahl am 1. September 2013 kandidierte er für die CDU und erreichte 45,46 % der Stimmen. Bei der Stichwahl am 22. September 2013 setzte er sich mit 62,39 % gegen Dirk Michelmann (SPD) durch. Im September 2014 trat er der CDU bei. Im Oktober 2019 kündigte er an, bei der nächsten Landratswahl im Juli 2020 nicht mehr anzutreten. Als sein Nachfolger wurde Thomas Balcerowski gewählt.
Martin Skiebe ist verheiratet und hat vier Kinder.